# Anthony Buchanan
Pas d'image ? Cliquez ici

a Compétitions nationales et continentales officielles uniquement.

b Matchs officiels uniquement.
David Anthony Buchanan est né le 30 juin 1955 à Ystradgynlais (pays de Galles). C’est un ancien joueur de rugby à XV qui a joué avec l'équipe du pays de Galles, évoluant au poste de pilier. 

## Carrière
Il a disputé son premier test match le 29 mai 1987, contre l'équipe de Tonga, et son dernier test match fut contre l'équipe d'Irlande,  le 5 mars 1988.
Anthony Buchanan a disputé quatre matchs du pays de Galles lors de la coupe du monde 1987.

## Palmarès
- 3e de la coupe du monde 1987.
- 5 sélections
- Sélections par année : 4 en 1987, 1 en 1988
- Tournoi des Cinq Nations disputé :  1988